# Ирландия на «Евровидении-1968»
На Евровидении 1968 Ирландию представил Пат МакГиган с песней Chance of a Lifetime. Ирландия заняла 4 место с 18 баллами. Наибольшее количество баллов (6) Ирландии дала Югославия.
Выставленные очки Ирландии другими странами:
| Страна     | Количество баллов |
| ---------- | ----------------- |
| Австрия    | 4                 |
| Бельгия    | 1                 |
| Люксембург | 1                 |
| Португалия | 1                 |
| Швеция     | 4                 |
| Нидерланды | 1                 |
| Югославия  | 6                 |
| Всего      | 18                |

Очки, выставленные Ирландией другим странам:
| Страна         | Количество баллов |
| -------------- | ----------------- |
| Испания        | 1                 |
| Великобритания | 1                 |
| Швеция         | 4                 |
| Югославия      | 3                 |
| Монако         | 1                 |